# 版本控制
版本控制（英語：Version control）是维护工程藍圖的标准做法，能追蹤工程藍图從诞生一直到定案的過程。此外，版本控制也是一種軟體工程技巧，藉此能在軟體開發的過程中，確保由不同人所編輯的同一程式檔案都得到同步。

## 概述
透過文档控制（documentation control），能記錄任何工程專案內各個模組的改動歷程，並為每次改動編上序號。
一种简单的版本控制形式如下：赋给图的初版一个版本等级“A”。当做了第一次改变后，版本等级改为“B”，以此类推。最簡單的例子是，最初的版本指定為“1”，當做了改變之後，版本編號增加為“2”，以此類推。
藉此，版本控制能提供專案的設計者，將設計恢復到之前任一狀態的選擇權，這種選擇權在設計過程進入死胡同時特別重要。
理論上所有的資訊记錄都可以加上版本控制，在過去的實務中，除了軟體開發的流程，其它的領域中很少有使用較複雜的版本控制技巧與工具。目前已有人開始用版本控制軟體來管理CAD電子檔案，電路板設計，來補足本來由人手工執行的傳統版本控制。

## 软件版本控制
软件工程师常利用版本控制來跟踪、维护源代码、檔案以及配置文件等的改动。
有時候，一个程序同時存有两个以上的版本有其必要性，例如：发布版本中程序错误已經被修正，但沒有加入新功能；而开发版本則有新的功能正在开发、也有新的错误待解決，于是便需要同时维护两个不同的版本。
此外，为了找出只存在于某一特定版本中的程序错误、或找出程序错误出現的版本，开发人员也必須通过比对不同版本的源代码以找出问题的位置。

### 軟體版本的控制方法
在最簡單的情況下，軟體設計師可以自己保留一個程式的許多不同版本，並且為它們做適當的編號。這種簡單的方法已被用在很多大型的軟體專案中。該方法雖然可行，但不夠有效率。除了必須同時維護很多幾乎一樣的源碼備份外；而且極度依賴軟體設計師的自我修養與開發紀律，但這卻常是導致錯誤發生的原因。因此，有人開發出了將部份或全部版本控制工作自動化的版本控制系統。

#### 差分編碼
大部份的版本控制軟體採用差分編碼：只保留檔案相繼版本之間的差異，這個方法可以更有效的儲存數個版本的檔案。

#### 中央式系統與分散式系統
大部分的軟體開發案，會有好幾個開發人員同時工作。如果兩個人員同時要改變同一個檔案，而沒有管理存取權限，很可能會覆寫彼此的工作。
所以權限管理控制系統會在兩種方法中擇一解決：採用中央式系統，由中央權威管理存取權限；或是像分散式系統容許多個單位同時進行，包括同時更動同一檔案。
傳統上版本控制系統都是採用中央式系統：所有版本控制的工作在一個伺服器進行，由中央權威管理存取權限「鎖上」檔案庫中的檔案，一次只讓一個開發者工作。
2000年後，、和GNU開始用分散式版本控制系統：開發者直接在各自的本地檔案庫工作，並容許多個開發者同時更動同一檔案，而各個檔案庫有另一個合併各個改變的功能。這個方式讓開發者能不靠網路也能繼續工作，也讓開發者有充分的版本控制能力，而不需經中央權威許可。分散式系統仍然可以有檔案上鎖功能。
分散式系統Linux內核的發明人林納斯·托瓦茲就是分散式版本控制系統的支持者，他开发了目前被开源社群广泛使用的分散式版本控制系統Git。

#### 檔案上鎖
檔案上鎖功能能對高難度的合併（例如大幅更改大檔案或檔案群的許多部份）提供一些保護，但其他開發者仍然可以繞過版本控制系統改變檔案（這本身就是很大的問題）。所以檔案上鎖功能帶來的功效與副作用一直飽受爭義。

#### 其他功能
有些進步的版本控制工具提供更多功能，例如：
1. 管理誰能改變程式的哪個部位，
2. 提供某一個人控制權來審查哪些改變可以過關；
3. 與開發環境整合。

維基百科用的MediaWiki也有版本控制的功能。

### 术语
基线基线是软件檔案或源码（或其它产出物）的一个稳定版本，它是进一步开发的基础。
儲存庫（Repository）
存储檔案的新版本還有歷史資料的地方，通常是在伺服器上。有時候也叫（像是在SVK、AccuRev還有Perforce中）
工作複本（Working copy）
從檔案庫中取出一個用戶端的複製，針對一個特定的時間或是版本。所有在檔案庫中的檔案更動，都是從一個工作版本中修改而來的，這也是這名稱的由來。觀念上，這是一個沙盒。
提交
將用戶端的修改送回檔案庫。（由版本控制軟體處理「跟上次更動相比，哪個檔案又被更動」的事）
變更
對一份檔案作的特定更動。
變更記錄（Change List）

取出
從檔案庫取出檔案到用戶端。
更新
將檔案庫的修改送到用戶端（與提交相反）
合併
合併各個改變。
版次
一個或指的是一系列版本變遷的其中之一。
匯入

匯出

衝突
當兩方更動同一份文件會發生衝突。
復原 ()

## 著名的版本控制軟體
- BitKeeper
- CVS（Concurrent Versions System）
- Micorosoft Visual SourceSafe/Team Foundation Server/Visual Studio Online
- Perforce
- Rational ClearCase
- 修订控制系统（GNU Revision Control System）
- Serena Dimention
- Subversion
- SVK
- Git
- Monotone (軟體)
- GNU Bazaar
- Mercurial
- SourceGear Vault

注：多数不提供中文语言界面包（一部分本身即基于命令行接口），一部分对中文没有有很好的支持，处理中文时有乱码。但一般选用支持UNICODE的软件时，CJK便不成问题。

## 參看
- 软件配置管理
- MEE
- 计算机支持的协同工作
- 協作版本系統
- 版本控制軟件列表（List of revision control software）
- Software version
- 相關資訊
  - 形態管理（Configuration management）
  - 原始碼
  - neutral build
  - RevML（http://public.perforce.com/public/revml/index.html）
  - SyncML
  - WebDAV

## 外部連結
- The Configuration Management Yellow Pages